# 王碧含
王碧含（1958年2月—），福建惠安人。男，汉族。加入中国共产党。解放军西安政治学院军事法学专业毕业。
2012年10月，接替李勇任武警广西总队司令员。2016年5月，达到服现役最高年限退休，武警8620部队部队长王强提任武警广西总队司令员。
2013年，担任第十二届全国人民代表大会广西地区代表。